# 宮城県中新田高等学校
宮城県中新田高等学校（みやぎけん なかにいだこうとうがっこう）は、宮城県加美郡加美町字一本柳南にある県立高等学校。通称は「中高」（なかこう）。カヌー部と空手部がインターハイ、国体の優勝経験を持つ。

## 設置学科
- 全日制課程
  - 普通科
    - 類型
      - 教養総合
      - 商業実務
      - 文理医療

## 沿革
- 1973年 - 宮城県加美農業高等学校より普通科・商業科を分離、開校
- 2009年 - 普通科コース制開始（アカデミックコース・ビジネスコース）
- 2015年 - 普通科類型制開始（理型・文型・商業型・情報型）
- 2023年 - 全国募集を開始[1]。普通科類型制改定（教養総合・商業実務・文理医療）。文化祭にて、日本初の高校生のプログラミングによるインドア・ドローンショーを行う。

## 部活動
カヌー部と空手道部が高校総体と国体で全国制覇を果たしている。
- 運動系 - 陸上競技、テニス、バレーボール、バドミントン、空手道、カヌー、野球、バスケットボール、ソフトボール、サッカー、卓球
- 文化系 - 吹奏楽、美術陶芸、ワープロ

## 出身者
- 小松正治 - カヌー選手。

## アクセス
- ミヤコーバス「中新田西町」停留所 徒歩約6分